# カーインライジング
カーインライジング（欧字名:Ka Ying Rising 香:嘉應高昇、2020年9月3日 - ）は、ニュージーランド生産・香港調教の競走馬。主な勝ち鞍は2024年の香港スプリント、2025年のセンテナリースプリントカップ、クイーンズシルヴァージュビリーカップ、チェアマンズスプリントプライズ（香港スピードシリーズ完全制覇）。

## 戦績

### 2023/24年シーズン（3・4歳）
2023年12月3日にシャティン競馬場で行われたハンデ戦でデビュー勝ちを飾る。次走のハンデ戦以降は2戦連続2着に敗れるも、キャリア4戦目のハンデ戦で再び勝利を収めると連勝し、初めての重賞となるシャティンヴァーズ（G2）に出走した。G1馬のビクターザウィナーなど古馬勢との初対決となったが、レースでは後続に2馬身差をつける完勝で重賞初制覇を飾ってシーズンを終えた。

### 2024/25年シーズン（4・5歳）
2024年9月8日のハンデ戦を勝利して始動すると、プレミアボウル（G2）に出走。ここではカリフォルニアスパングルら古馬の有力馬たちが顔を揃えたが、レースでは最後の直線で逃げるカリフォルニアスパングルを捕らえると最後は流しながら後続を抑えて勝利した。さらに次走のジョッキークラブスプリント（G2）では、最後の直線で鋭く伸びて後続を置き去りにしたまま圧勝した。なお、このレースで記録した勝ちタイムの1分07秒43は、2007年の同レースでセイクリッドキングダムが残した1分07秒50を塗り替えるレコードタイムとなった。続いて香港スプリント（G1）に出走し、初GI制覇に挑んだ。レースでは、先頭のカリフォルニアスパングルの後ろにつけると、最後の直線で満を持して抜け出しヘリオスエクスプレスやサトノレーヴの追撃を抑えて優勝した。さらに年明けのセンテナリースプリントカップ（G1）では、直線に入ると絶好の手ごたえで後続勢を突き放し、2着に3馬身差をつけて優勝。2つ目のG1タイトルを獲得した。
その後、2月23日のクイーンズシルヴァージュビリーカップ（G1）に臨むことになったが、主戦騎手のザカリー・パートンが、2月9日にレース中の多重落馬事故に巻き込まれて左足親指を骨折し、療養のため戦線を離脱。このため、カリス・ティータンに乗り代わりとなりレースに挑んだが、初の1400m戦も問題なく最後の直線で先頭に立ち、ヘリオスエクスプレスに1馬身半差をつけてG1競走3連勝を果たした。

## 血統
| カーインライジングの血統 | カーインライジングの血統                                                                               | カーインライジングの血統                                                                               | （血統表の出典）                                                                                       | （血統表の出典） |
| 父系                     | ノーザンダンサー系                                                                                     | ノーザンダンサー系                                                                                     | ノーザンダンサー系                                                                                     | [ § 2 ]          |
| 父 Shamexpress 2009 鹿毛 | 父の父O'Reilly 1993 鹿毛                                                                               | Last Tycoon 1983                                                                                       | Try My best                                                                                            | Try My best      |
| 父 Shamexpress 2009 鹿毛 | 父の父O'Reilly 1993 鹿毛                                                                               | Last Tycoon 1983                                                                                       | Mill Princess                                                                                          |                  |
| 父 Shamexpress 2009 鹿毛 | 父の父O'Reilly 1993 鹿毛                                                                               | Courtza 1986                                                                                           | Pompeii Court                                                                                          | Pompeii Court    |
| 父 Shamexpress 2009 鹿毛 | 父の父O'Reilly 1993 鹿毛                                                                               | Courtza 1986                                                                                           | Hunza                                                                                                  |                  |
| 父 Shamexpress 2009 鹿毛 | 父の母Volkrose 2002 黒鹿毛                                                                             | Volksraad 1988                                                                                         | Green Desert                                                                                           | Green Desert     |
| 父 Shamexpress 2009 鹿毛 | 父の母Volkrose 2002 黒鹿毛                                                                             | Volksraad 1988                                                                                         | Celtic Assembly                                                                                        |                  |
| 父 Shamexpress 2009 鹿毛 | 父の母Volkrose 2002 黒鹿毛                                                                             | Rose World 1993                                                                                        | Grosvenor                                                                                              | Grosvenor        |
| 父 Shamexpress 2009 鹿毛 | 父の母Volkrose 2002 黒鹿毛                                                                             | Rose World 1993                                                                                        | Geraniums Red                                                                                          |                  |
| 母 Missy Moo 2012 鹿毛   | 母の父Per Incanto 2004 黒鹿毛                                                                          | Street Cry 1998                                                                                        | Machiavellian                                                                                          | Machiavellian    |
| 母 Missy Moo 2012 鹿毛   | 母の父Per Incanto 2004 黒鹿毛                                                                          | Street Cry 1998                                                                                        | Helen Street                                                                                           |                  |
| 母 Missy Moo 2012 鹿毛   | 母の父Per Incanto 2004 黒鹿毛                                                                          | Pappa Reale 1993                                                                                       | Indian Ridge                                                                                           | Indian Ridge     |
| 母 Missy Moo 2012 鹿毛   | 母の父Per Incanto 2004 黒鹿毛                                                                          | Pappa Reale 1993                                                                                       | Daffodil Fields                                                                                        |                  |
| 母 Missy Moo 2012 鹿毛   | 母の母Royal Rhythm 1998 鹿毛                                                                           | Rhythm 1987                                                                                            | Mr. Prospector                                                                                         | Mr. Prospector   |
| 母 Missy Moo 2012 鹿毛   | 母の母Royal Rhythm 1998 鹿毛                                                                           | Rhythm 1987                                                                                            | Dance Number                                                                                           |                  |
| 母 Missy Moo 2012 鹿毛   | 母の母Royal Rhythm 1998 鹿毛                                                                           | Her Dynasty 1982                                                                                       | Sir Tristram                                                                                           | Sir Tristram     |
| 母 Missy Moo 2012 鹿毛   | 母の母Royal Rhythm 1998 鹿毛                                                                           | Her Dynasty 1982                                                                                       | Taiona                                                                                                 |                  |
| 母系(F-No.)              | 7号族(FN:7)                                                                                            | 7号族(FN:7)                                                                                            | 7号族(FN:7)                                                                                            | [ § 3 ]          |
| 5代内の近親交配          | Mr. Prospector5×4＝9.38％、Try My Best4×5＝9.38％、Sir Tristram5×4＝9.38％、Northern Dancer5×5＝6.25％ | Mr. Prospector5×4＝9.38％、Try My Best4×5＝9.38％、Sir Tristram5×4＝9.38％、Northern Dancer5×5＝6.25％ | Mr. Prospector5×4＝9.38％、Try My Best4×5＝9.38％、Sir Tristram5×4＝9.38％、Northern Dancer5×5＝6.25％ | [ § 4 ]          |
| 出典                     | 1. 2. 3. 4.                                                                                            | 1. 2. 3. 4.                                                                                            | 1. 2. 3. 4.                                                                                            | 1. 2. 3. 4.      |